# Pollia japonica
Pollia japonica är en himmelsblomsväxtart som beskrevs av Carl Peter Thunberg. Pollia japonica ingår i släktet Pollia och familjen himmelsblomsväxter. Inga underarter finns listade.

## Bildgalleri

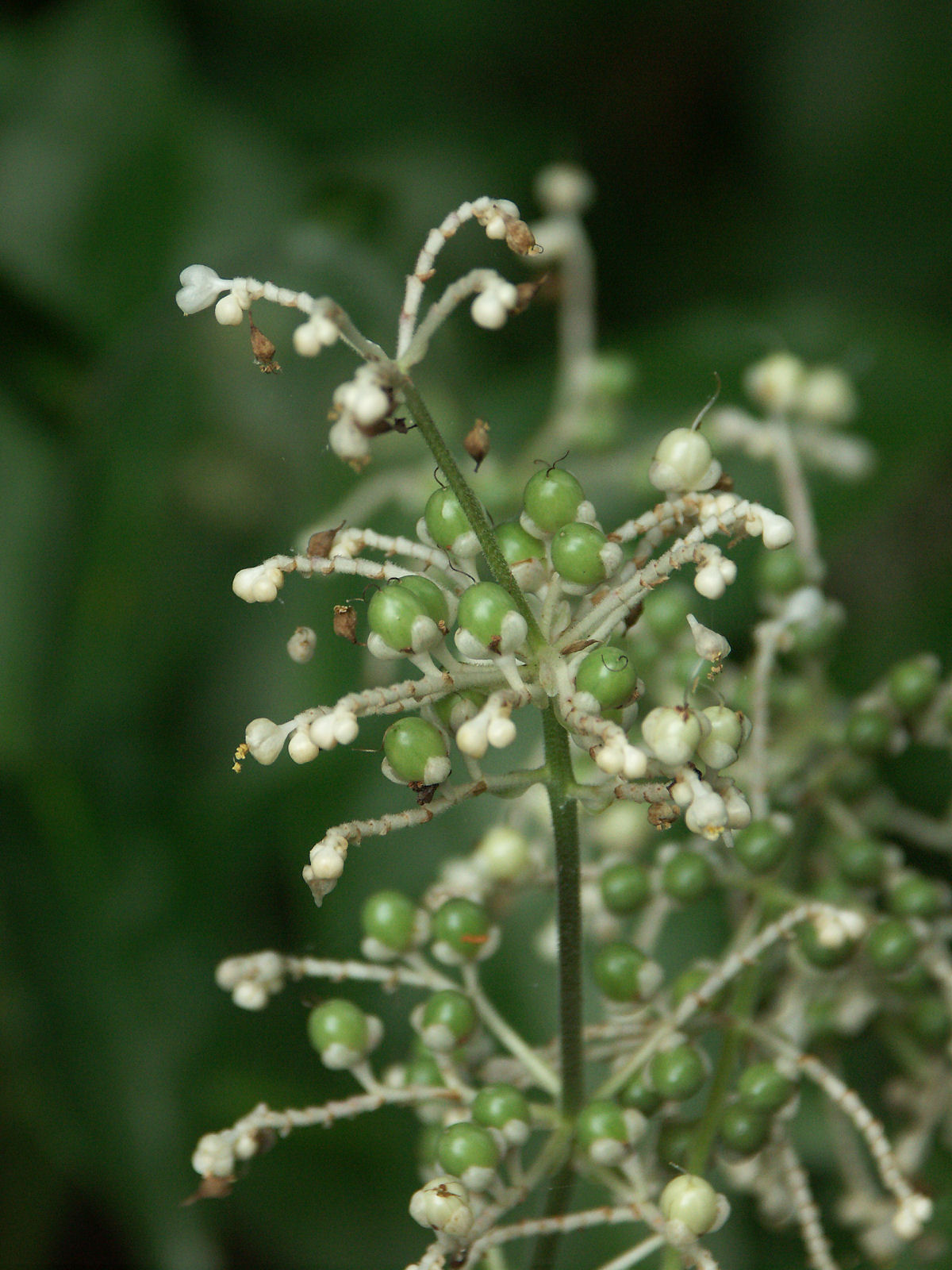
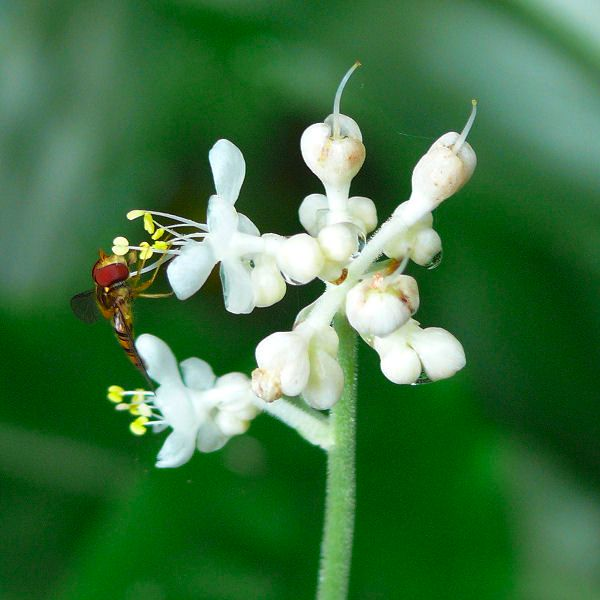
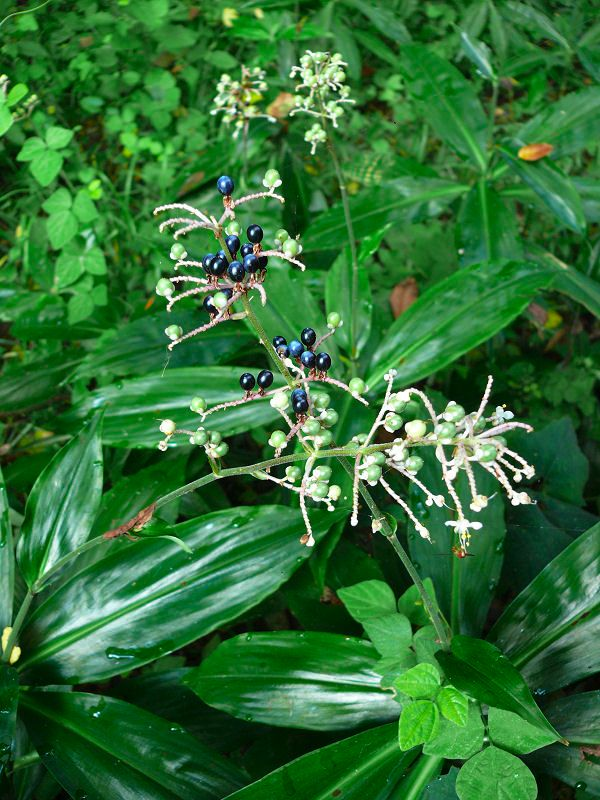
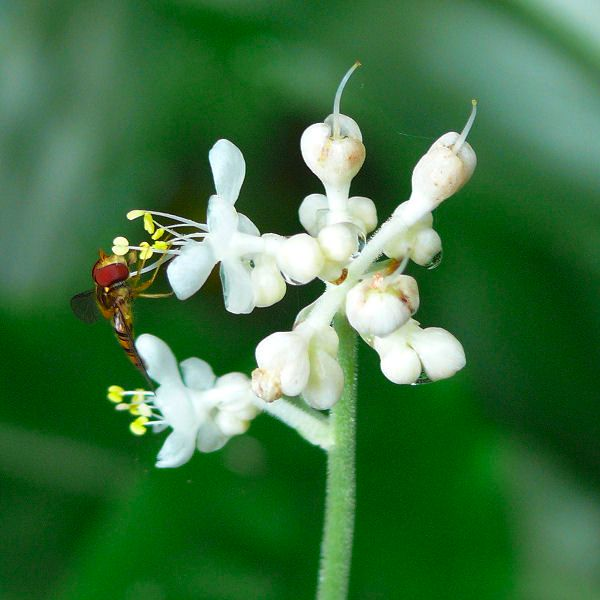
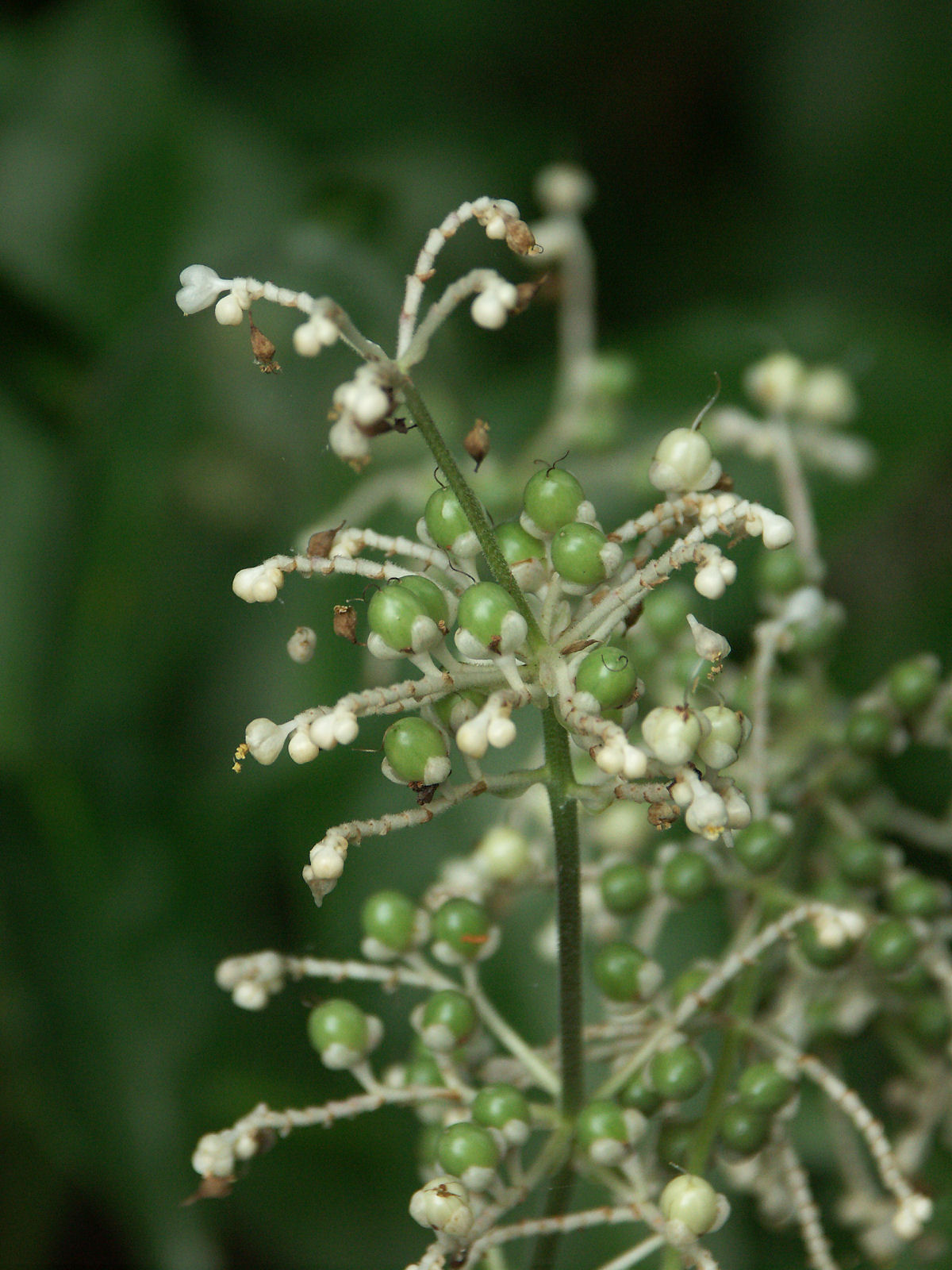
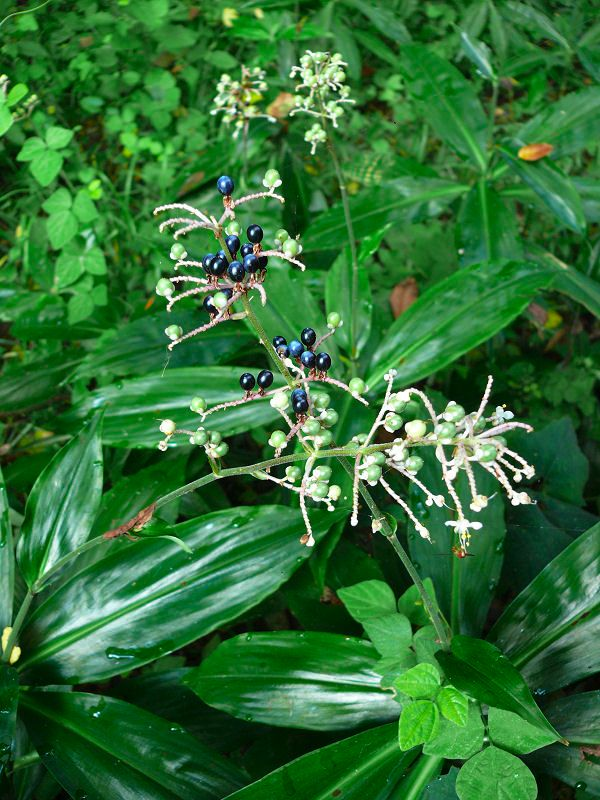